# Gouverneur Jaeschke

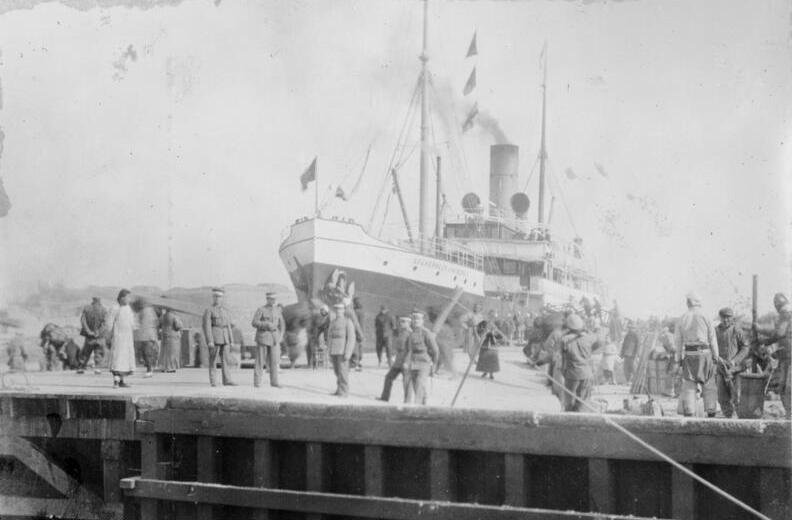
Die Gouverneur Jaeschke im Hafen von Tsingtau

Die Gouverneur Jaeschke der Reederei Jebsen war ein Passagier- und Postdampfer für die Linie von Shanghai über Tsingtau nach Tientsin. Da die deutsche Regierung an einem regelmäßigen Anschluss zum Pachtgebiet Kiautschou in China interessiert war, kam es zu einer Subventionsvereinbarung zwischen der Regierung und der Reederei. Das bei Howaldt gebaute Schiff traf im März 1901 in Shanghai ein. Inzwischen hatte die Hapag Jebsen zum Verkauf der Linie „gezwungen“, so dass das Schiff bei seiner Ankunft in Shanghai von der Hapag übernommen wurde, welche die Linie ohne Subvention weiter betrieb. Das Schiff blieb bis 1914 im Dienst der Hapag auf dieser Linie.
1914 marschierte die Gouverneur Jaeschke mit Kohlen für das Kreuzergeschwader nach Pagan. Sie gehörte zum Beginn der Fahrt des Geschwaders zu dessen Tross und wurde schließlich nach Honolulu entlassen. Dort wurde das Schiff interniert und 1917 von den USA beschlagnahmt. Als Watauga, fuhr es unter US-Flagge und wurde 1920 nach Kuba verkauft, wo es in Guantanamo umbenannt wurde. 1933 erfolgte der Weiterverkauf in die Dominikanische Republik. Umbenannt in Presidente Trujillo diente das Schiff bis 1938 als Truppentransporter und dann als Frachtschiff im Liniendienst in der Karibik. Am 21. Mai 1942 wurde das Schiff durch U 156 nach dem Verlassen von Fort de France versenkt.

## Der Bau derGouverneur Jaeschke
Der Reeder Michael Jebsen sen. aus Apenrade betätigte sich seit 1881 in Ostasien und setzte anfangs kleine Frachter (Mathilde, Apenrade, Knivsberg) auf der Linie Shanghai – Tientsin ein, die nach der Pachtung des Gebietes um Tsingtau auch das neue deutsche „Schutzgebiet“ anliefen. Das deutsche Reich war an einer regelmäßigen Bedienung dieser Linie sehr interessiert und schloss daher 1898 zwei Verträge mit Jebsen ab, die seinen Dienst subventionierten.
Jepsen kaufte nach Abschluss des Subventionsvertrages den 1891 in Großbritannien gebauten Dampfer Santelmo (1588 BRT) in Brasilien, den er als Tsintau in Fahrt brachte, der Platz für eine größere Zahl von Fahrgästen bot (30 I. Klasse, 8 II. Klasse, 120 Deckpassagiere).
Darüber hinaus gab Jebsen einen Neubau in Auftrag, die bei Howaldt gebaute Gouverneur Jaeschke. Das neue Flaggschiff der Reederei war ein kleiner, zweimastiger Passagierdampfer mit einem Schornstein und einer Schraube, der bei 1738 BRT Größe Platz für 55 Kabinenfahrgäste in zwei Klassen bot und dazu noch 150 Decksfahrgäste an Bord nehmen konnte. Das neue Schiff wurde von der Kieler Howaldtswerft Ende 1900 fertiggestellt und begab sich vor dem Jahreswechsel auf die Ausreise nach Ostasien. Es sollte für die Fahrgäste der Reichspostdampfer eine angemessene Unterbringung bei einer Weiterreise von Shanghai zum Deutschen Schutzgebiet Kiautschou garantieren.
Benannt war das Schiff nach Kapitän zur See Paul Jaeschke, dem zweiten Gouverneur des Schutzgebietes.

## Einsatzgeschichte
Das neue Schiff traf im März 1901 in Shanghai ein. Inzwischen hatte der Generaldirektor Albert Ballin der Hapag Jepsen zum Verkauf der Linie „gezwungen“, so dass das Schiff bei Ankunft in Shanghai von der Hapag übernommen wurde, die die Linie ohne Subvention weiter betrieb. Die Hapag zahlte an Jepsen für die Passagierlinie und die beiden Dampfer 1,45 Millionen Goldmark. Die für 675.000 Goldmark gebaute Gouverneur Jaeschke wurde dabei mit 930.000 Goldmark bewertet.

Die noch an der Reichspostlinie nach Ostasien beteiligte Hapag hatte 1901 insgesamt drei Anschlusslinien an der chinesischen Küste erworben. Neben der subventionierten Linie Jepsens nach Tsingtau, hatte sie auch die Passagierlinie der Chinesischen Küstenfahrt-Gesellschaft von Kanton über Hongkong nach Shanghai mit den in Großbritannien gebauten Passagierdampfern Longmoon und Lyeemoon und die Linie der Firma Rickmers auf dem Jangtsekiang übernommen.

### Liniendienst für die Hapag
Auch nach Aufgabe ihrer Beteiligung an der Reichspostdampferlinie 1904 betrieb die Hapag ihre chinesischen Küsten-Passagierlinien bis 1914 weiter. Nur die Passagierschiffe der Jangtse-Linie wurde 1906 verkauft.

Für die ehemalige Jebsen-Linie Shanghai–Tsingtau–Tientsien wurden zu den beiden übernommenen noch vier weitere Schiffe beschafft:
- 1904–1910 Peiho ex Medan, Maha Vajiravudh (Bj. 1899 Burmeister, Kopenhagen, 779 BRT, 9,5 kn 18 Passagiere), Ankauf vom NDL
- 1905–1912 Admiral von Tirpitz (Bj. 1905 Seebeck, Bremerhaven, 2007 BRT, 11 kn, 112 Passagiere)
- 1905–1914 Staatssekretär Kraetke (Bj. 1905 Howaldt, Kiel, 2009 BRT, 11 kn, 116 Passagiere), 1914 in Honolulu aufgelegt
- 1907–1914 Sikiang (Bj. 1907 Koch, Lübeck, 1840 BRT, 11 kn, 20 Passagiere), ein Barre-Dampfer mit besonders geringem Tiefgang, 1914 in Shanghai aufgelegt.

Die Gouverneur Jaeschke wurde nach dem Eintreffen der größeren Passagierschiffs-Neubauten 1905 zusammen mit der Peiho für eine neue Linie Shanghai-Tsingtau und zurück genutzt, die eine engere Anbindung der knapp 400 sm von Shanghai entfernten Kolonie an den allgemeinen Verkehr garantierte.
Da die Reichspostdampfer ab 1909 zum Teil auch Tsingtau anliefen, reduzierte die Hapag ab 1910 ihren Schiffpark. Als zusätzlicher Anlaufhafen der Küstenlinie kam Dalny hinzu, wo ein Anschluss an die Transsibirische Eisenbahn gewährleistet wurde, die vermehrt von Reisenden genutzt wurde.

### Kriegseinsatz
Der Ausbruch des Ersten Weltkriegs am 1. August 1914 führte in Tsingtau zur Verladung der vorhandenen Kohlen für das Kreuzergeschwader des Grafen Spee, der sich mit seinen Panzerkreuzern auf einer Übungsreise in der Südsee befand. Die Gouverneur Jaeschke verließ am 3. August 1914 unter Kapitän Hausbrand den deutschen Stützpunkt mit 1700 t Kohlen und traf am 11. August das Kreuzergeschwader in Pagan. Schließlich marschierten zwei Panzerkreuzer, zwei Kleine Kreuzer, der Hilfskreuzer Prinz Eitel Friedrich und acht Begleitschiffe, die aus Shanghai, Tsingtau und Yokohama das Geschwader erreicht hatten, weiter zu den Marshallinseln. Anfang September wurde die Gouverneur Jaeschke mit anderen Begleitschiffen bei der Christmas-Insel nach Abgabe aller Vorräte nach Honolulu entlassen.
In Honolulu waren schließlich neben der Gouverneur Jaeschke fünf weitere deutsche Handelsschiffe versammelt. Neben den Frachtern Setos und Pommern, die schon zu Kriegsbeginn dort Zuflucht gesucht hatten, trafen die aus Tsingtau zum Kreuzergeschwader entsandten Hapag-Dampfer Staatssekretär Kraetke und Longmoon sowie der aus Japan zum Geschwader entsandte NDL-Reichspostdampfer Prinz Waldemar auch dort ein.
Anfang Oktober trafen auch noch die Frachter Holsatia und O.J.D. Ahlers ein, die das Geschwader bis Nukuhiva begleitet hatten. Am 15. Oktober 1914 suchten dann noch der alte Kreuzer Geier mit seinem Begleitschiff Locksun in Honolulu Zuflucht. Das Einlaufen des Kriegsschiffes führte zur Blockade des Hafens durch die japanische Marine, die die Internierung der Geier und Locksun erzwang.

### Dienst unter weiteren Flaggen
Im April 1917 beschlagnahmte die US-Regierung die deutschen Schiffe und die Gouverneur Jaeschke wurde in Watauga umbenannt. Der Einsatz des Schiffes erfolgte ab 1918 bei der Porto Rico Line. 1920 wurde das Schiff nach Kuba verkauft und kam für die „Empresa Naviera de Cuba SA“ in Havanna als Guantanamo in Fahrt.
Am 16. Dezember 1933 kaufte die Dominikanische Republik das Schiff, baute es zu einem Truppentransporter um und benannte es Presidente Trujillo. Im November 1938 wurde das Schiff entmilitarisiert und der „Naviera Dominicana“ übergeben, die es ab dem 1. Januar 1939 zwischen den Antillen, nach Mexiko und nach Miami einsetzte.

Im gleichen Jahr kam auch die ehemalige Admiral von Tirpitz der chinesischen Küstenlinie der Hapag als San Rafael unter die dominikanische Flagge. Sie wurde am 3. Mai 1942 auf dem Weg von Tampa nach Kingston durch das deutsche U-Boot U 125 als erstes dominikanisches Schiff versenkt.

## Ende derPresidente Trujillo
Am 21. Mai 1942 verließ die Presidente Trujillo Fort de France auf Martinique nach San Juan auf Puerto Rico mit einer Ladung Stückgut. Sie hatte unter anderem Bier, Maschinenteile und Futtermittel an Bord. Bewaffnet war sie mit einer 75-mm-Kanone und drei Fla-MG.

Kurz nach dem Auslaufen wurde das allein fahrende Schiff um 18:29 Uhr von einem Torpedo von U-156 achtern getroffen und sank innerhalb von vier Minuten auf 14° 38′ 0″ N, 61° 11′ 0″ W. Von den 39 Personen an Bord konnten nur 15 gerettet werden. Nach den beiden ehemals deutschen Dampfern gingen im Zweiten Weltkrieg nur noch zwei kleine dominikanische Segelschiffe verloren.